# Genskabelsen
Genskabelsen er en dansk kortfilm fra 2006 med instruktion og manuskript af Sven Daniel Vinge Madsen.

## Handling
Denne artikel mangler et handlingsreferat. Hjælp os med at skrive det.

## Medvirkende
- Gunhild Brander - Sygeplejerske #1
- Anna Larsson - Sygeplejerske #2
- Nanna Poulsen - Sygeplejerske #3
- Signe Sloth - Sygeplejerske #4
- Lisa Carlehed - Kvinde
- Nicolei Faber - Mand
- Baard Owe - Præst / Læge